# Zingiber flavovirens
Zingiber flavovirens là một loài thực vật có hoa trong họ Gừng. Loài này được Ida Theilade miêu tả khoa học đầu tiên năm 1999.

## Mẫu định danh
Mẫu định danh: Dixen 70HD1449; thu thập ở tọa độ 19°55′0″B 99°13′0″Đ / 19,91667°B 99,21667°Đ, tại Fang, tỉnh Chiang Mai, Thái Lan. Mẫu holotype lưu giữ tại Đại học Aarhus (AAU), mẫu isotype lưu giữ tại Vườn Thực vật Hoàng gia tại Kew (K).

## Từ nguyên
Tính từ định danh flavovirens là tiếng Latinh, kết hợp giữa flavus nghĩa là màu vàng, màu vàng kim, màu hung vàng với virens nghĩa màu xanh lục; ở đây là để nói tới các lá bắc màu vàng-xanh lục của loài này.

## Phân bố
Loài này là đặc hữu miền bắc Thái Lan, chỉ được tìm thấy tại các tỉnh Chiang Mai, Mae Hong Son.

## Mô tả
Chồi lá cao tới 2 m. Các bẹ lá màu xanh lục sáng, nhẵn nhụi. Cuống lá dài 3 mm, nhẵn nhụi. Lưỡi bẹ 2 thùy, dài 5 mm, màu xanh lục sáng với mép dạng giấy màu trắng. Lá thẳng, 27-35 × 2,5–3 cm, nhẵn nhụi, đáy hình nêm, đỉnh nhọn thon. Cuống cụm hoa từ thân rễ, thẳng đứng, thanh mảnh, dài 15–25 cm. [Cụm hoa] hình trụ, 6-9 × 2,5-3,5 cm, đỉnh thuôn tròn. Lá bắc hình trứng ngược, tới 3 × 2,3 cm, màu xanh lục chuyển thành vàng, nhẵn nhụi, lồi gần mép trên, đỉnh hơi cuốn trong, thuon tròn với điểm nhọn. Lá bắc con hình mác ngược, 2,5 × 1 cm, màu ánh vàng. Đài hoa dài 1,5 cm, màu ánh vàng. Tràng hoa dài 5 cm, màu vàng chanh, thùy lưng 2,5 × 1 cm, các thùy bên 2 × 0,5 cm. Cánh môi dài 4,5 cm, màu vàng chanh; thùy giữa 1,3 × 1 cm, thuôn dài, nguyên; các thùy bên 0,5 × 0,5 cm.
Z. flavovirens tương tự như Z. parishii (tổ Zingiber) ở chỗ các lá thẳng, nhẵn nhụi, cụm hoa hình trụ với lá bắc màu xanh lục – vàng có mép cuốn trong. Nó khác ở chỗ cụm hoa nhỏ hơn với các lá bắc màu vàng-xanh lục hoàn toàn và nhỏ hơn, lá bắc con ngắn hơn, tràng hoa ngắn hơn và cánh môi màu vàng chanh không đốm tía.